# 长尖莎草
长尖莎草（学名：Cyperus cuspidatus）是莎草科莎草属的植物。分布在非洲、北美洲、菲律宾、喜马拉雅山区以及澳洲、马来亚、印度、印度尼西亚以及中国大陆的云南、福建、广东、四川、浙江等地，生长于海拔200米至4,000米的地区，多生长于河边沙地上，目前尚未由人工引种栽培。

## 别名
碎米香附（广东）